# Zbigniew Hess
Zbigniew Hess (ur. 19 września 1923 w Sanoku, zm. 17 marca 1997) – polski działacz partyjny i pracownik związany z Sanokiem.

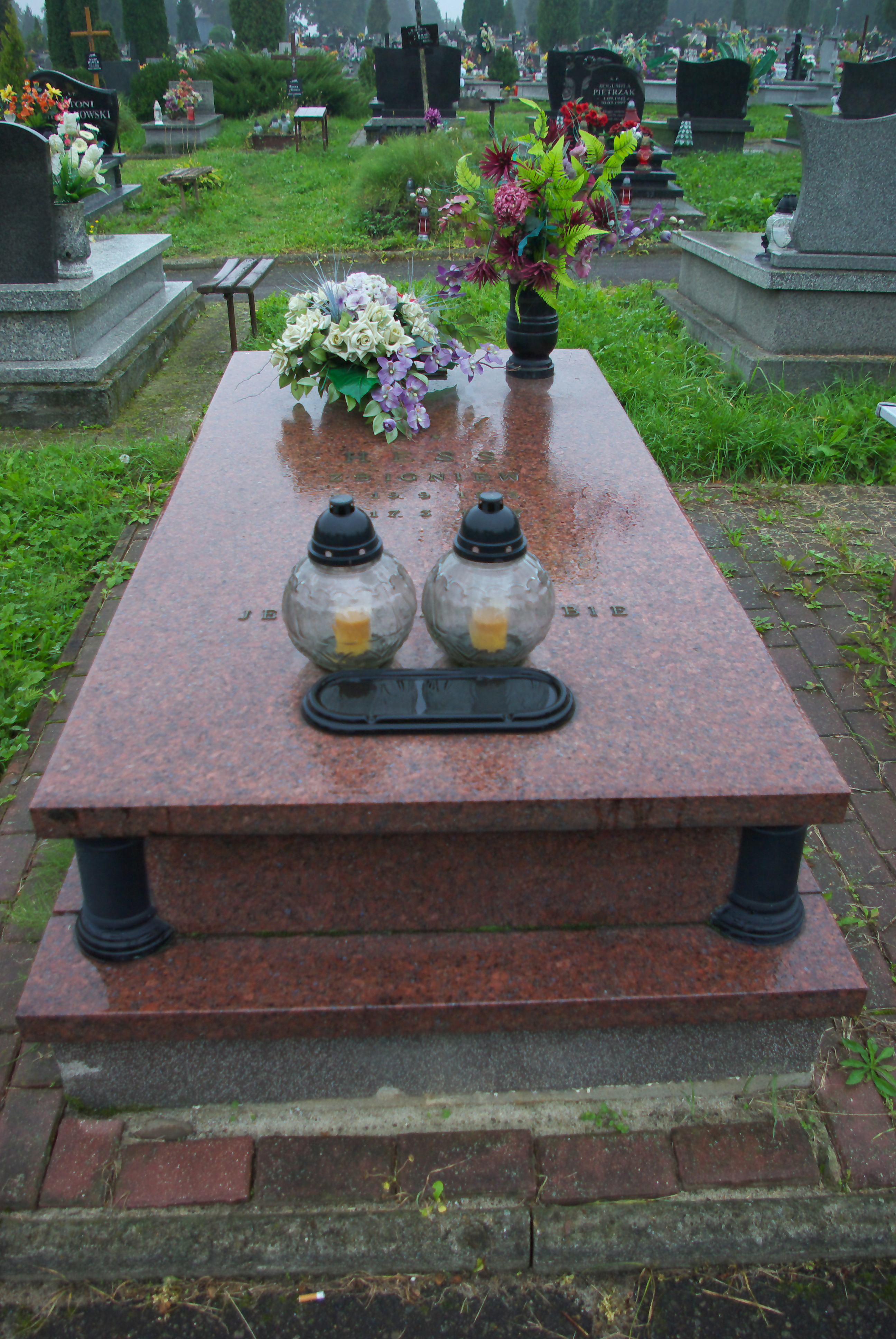
Grób Zbigniewa Hessa w Sanoku

## Życiorys
Urodził się 19 września 1923 w rodzinie robotniczej jako syn Stanisława. W 1937 podjął pracę w Sanockiej Fabryce Wagonów. Podczas II wojny światowej przebywał w Sanoku. Po nadejściu frontu wschodniego na ziemię sanocką wstąpił do Milicji Obywatelskiej. Brał udział w walkach z Ukraińską Powstańczą Armią. W 1948 wstąpił do PPR, później do PZPR. W połowie 1949 zdał egzamin z zakresu gimnazjum ogólnokształcącego w Sanoku. Od 1951 pracował jako kierowca w Państwowym Górnictwie Nafty i Gazu. Będąc ślusarzem w Przedsiębiorstwie Kopalnictwa Gazu Ziemnego w Sanoku w 1971 został członkiem Wojewódzkiej Komisji Rewizyjnej przy Komitecie Wojewódzkim PZPR. W 1971 był delegatem zakładowej organizacji partyjnej na VI Zjazd PZPR. Później pracował w Zakładzie Transportowo-Sprzętowym w Sanoku. Był członkiem Egzekutywy Komitetu Miejskiego PZPR w Sanoku (wybrany w 1975) i Egzekutywy Komitetu Wojewódzkiego PZPR w Krośnie. W 1974 został członkiem komisji ds. odznaczeń w Sanoku. Jako kierowca-mechanik w Zakładzie Transportowo-Sprzętowym PGNiG w Sanoku 8 stycznia 1979 został ponownie wybrany członkiem KW PZPR w Krośnie, a także członkiem Egzekutywy KW PZPR w Krośnie i delegatem na VIII Zjazd PZPR.
Należał do koła w Sanoku Związku Bojowników o Wolność i Demokrację; 28 listopada 1982 wybrany członkiem komisji rewizyjnej. 
Zmarł 17 marca 1997. Został pochowany na Cmentarzu Centralnym w Sanoku.
Jego żoną została Janina.

## Odznaczenia
- Krzyż Kawalerski Orderu Odrodzenia Polski (1977)[11].
- Odznaczenia związkowe, resortowe, regionalne.
- Wpis do Księgi Zasłużonych dla Województwa Krośnieńskiego (1980)[12].